# Mimie Mathy
Mimie Mathy, geborene Michèle Mathy (geboren 8. Juli 1957 im 7. Arrondissement in Lyon), ist eine französische Komikerin und Schauspielerin. Sie ist bekannt durch die Fernsehserie Joséphine, ange gardien. Sie hat Achondroplasie, dadurch ist sie nur 1,32 m groß.

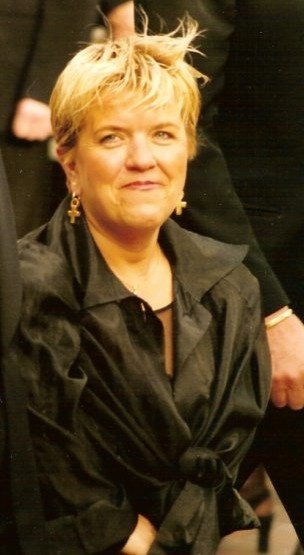
Mimie Mathy in Cannes im Jahr 1994

## Biografie
Im Jahr 1979 spielte sie in der Formation Michel Fugain et le Big Bazar mit.
In den 1980er Jahren war sie Teil des Petit Théâtre de Bouvard, in dem sie mit Michèle Bernier und Isabelle de Botton als das Comedy Trio Les Filles auftrat. Les Filles spielten auch in einem Café-Theater, im Radio und in den Shows: Existe en trois tailles im Jahr 1988 und Le Gros N'avion im Jahr 1991. Das Trio bestand bis zum Juni 1993.
Sie spielte in dem Fernsehfilm Une nounou pas comme les autres von 1994, der auf France 2 lief mit, er wurde im Sacrée Soirée gedreht und hatte 12,8 Millionen Fernsehzuschauer. Zum französischen Publikumsliebling und Star wurde sie seit dem Jahr 1997 durch die Hauptrolle des liebenswerten und humorvollen Schutzengels Joséphine in der Fernsehserie Joséphine, ange gardien von TF1. Mittlerweile hat die Sendung über 80 Episoden.
Am 27. August 2005 heiratete sie den Küchenchef und Restaurantleiter Benoist Gérard, den sie bei einer Show in Saint-Brieuc (Côtes-d’Armor) kennen gelernt hatte.
Sie singt seit 1994 auch in der französischen Gruppe Les Enfoirés.
Im Mai 2009 wurde Mimie Mathy zum Unicef Botschafter gewählt.

## Theater
- 1982–1983: Elle voit des géants partout im Point Virgule
- 1985–1986: Mimie en quête d'hauteur im Théâtre de la Potinière
- 1988–1990: Existe en trois tailles, mit Les Filles (Michèle Bernier und Isabelle de Botton)
- 1991: Le Gros N'avion von Michèle Bernier, Isabelle de Botton, Mimie Mathy (Les Filles) im Théâtre de la Michodière
- 1994–1996: Mimie au Splendid
- 2002: J'adore papoter avec vous, Texte von Muriel Robin und Mimie Mathy
- 2013: Je (re)papote avec vous, Texte von Muriel Robin, Jean-Philippe Lemmonier und Mimie Mathy

## Filmografie

### Fernsehshows
- 1982: Le Petit Théâtre de Bouvard
- 1995: Amimicalement
- 2011: Amimicalement[3].

### Fernsehfilme
- 1984: La jeune femme en vert
- 1984: Le petit manège
- 1994: Une nounou pas comme les autres
- 1995: Une nana pas comme les autres
- 1998: Changement de cap
- 1998: Famille de cœur
- 2000: Marie et Tom
- 2004: À trois c'est mieux
- 2005: La Bonne Copine
- 2010: Trois filles en cavale

### Fernsehserien
- Seit 1997: Joséphine, ange gardien
- 2020: Call My Agent! (Dix pour cent, zwei Folgen)
- 2018: Demain nous appartient (Fernsehserie, fünf Folgen)

### Kinofilme
- 2000: Que faisaient les femmes pendant que l'homme marchait sur la Lune ?

## Diskografie
- 2006: La vie m'a raconté, produziert von Patrick Fiori mit seiner Band.

## Werke
- 1994: Mimie Mathy, Mimie Mathy, Éditions Hachette / Carrere, ISBN 2-01-237019-5.
- 2007: Aller simple pour le bonheur, Mimie Mathy et Benoist Gerard, Éditions. Plon,
- 2009: Mimie, raconte-moi : Les vacances africaines de Zouzou et Aï , Mimie Mathy, Éditions. Plon,
- 2010: Le Noël magique de Pierrot et Marguerite, Mimie Mathy, Éditions. Plon, 2010
- 2010: Mimie, raconte-moi : Djamel et Mégane : même pas peur !, Mimie Mathy, Éditions. Plon.